# The Stoning (film 1915)
The Stoning è un cortometraggio muto del 1915 diretto da Charles Brabin.

## Produzione
Il film fu prodotto dalla Edison Company.

## Distribuzione
Distribuito dalla General Film Company, il film - un cortometraggio in tre bobine - uscì nelle sale cinematografiche statunitensi il 9 aprile 1915. Ne venne fatta una riedizione distribuita il 6 giugno 1915.